# بتی فورنس
بتی فورنس (انگلیسی: Betty Furness; ۳ ژانویهٔ ۱۹۱۶ – ۲ آوریل ۱۹۹۴) سیاست‌مدار اهل ایالات متحده آمریکا بود.
وی همچنین برندهٔ جوایزی همچون جایزه پیبادی شده‌است.